# Ééa
Pour les articles homonymes, voir Ééa.

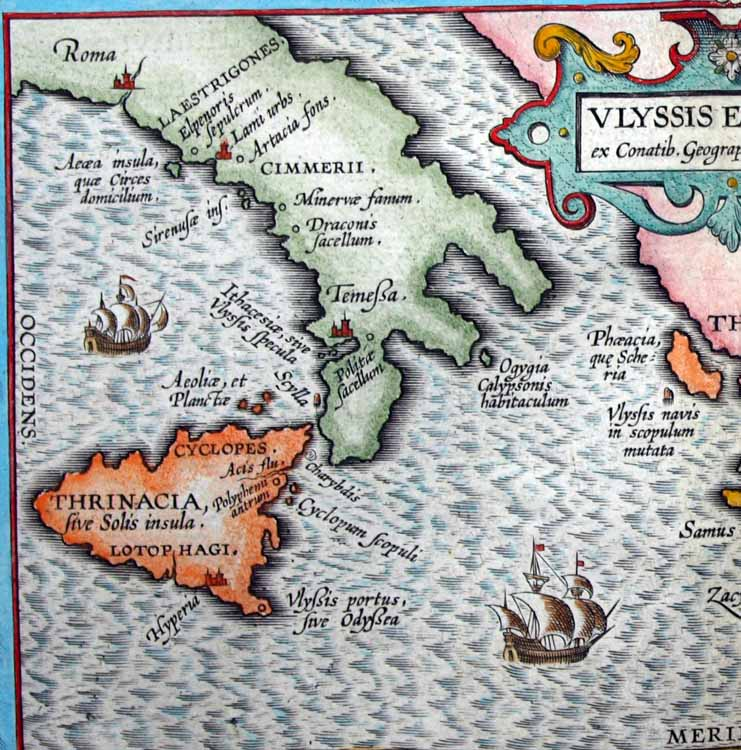
L'ile de Ééa sur une carte du XVIe siècle d'Abraham Ortelius.

Dans la mythologie grecque, Ééa ou Ææa (en grec ancien Αἰαία / Aiaía) est l'île où vit la magicienne Circé. Ulysse et son équipage y accostent dans l'Odyssée. Sa localisation réelle fait l'objet de débats.

## Toponymie
Dans l'Odyssée, Homère emploie l'expression « Αἰαίη νῆσος / Aiaíē nē̂sos » (« île d'Ééa ») pour désigner la demeure de Circé. Ce nom est issu de celui d'Éa (d) (« Αἶα / Aîa »), la résidence du roi de Colchide Éétès, le frère de Circé.

## Mythe

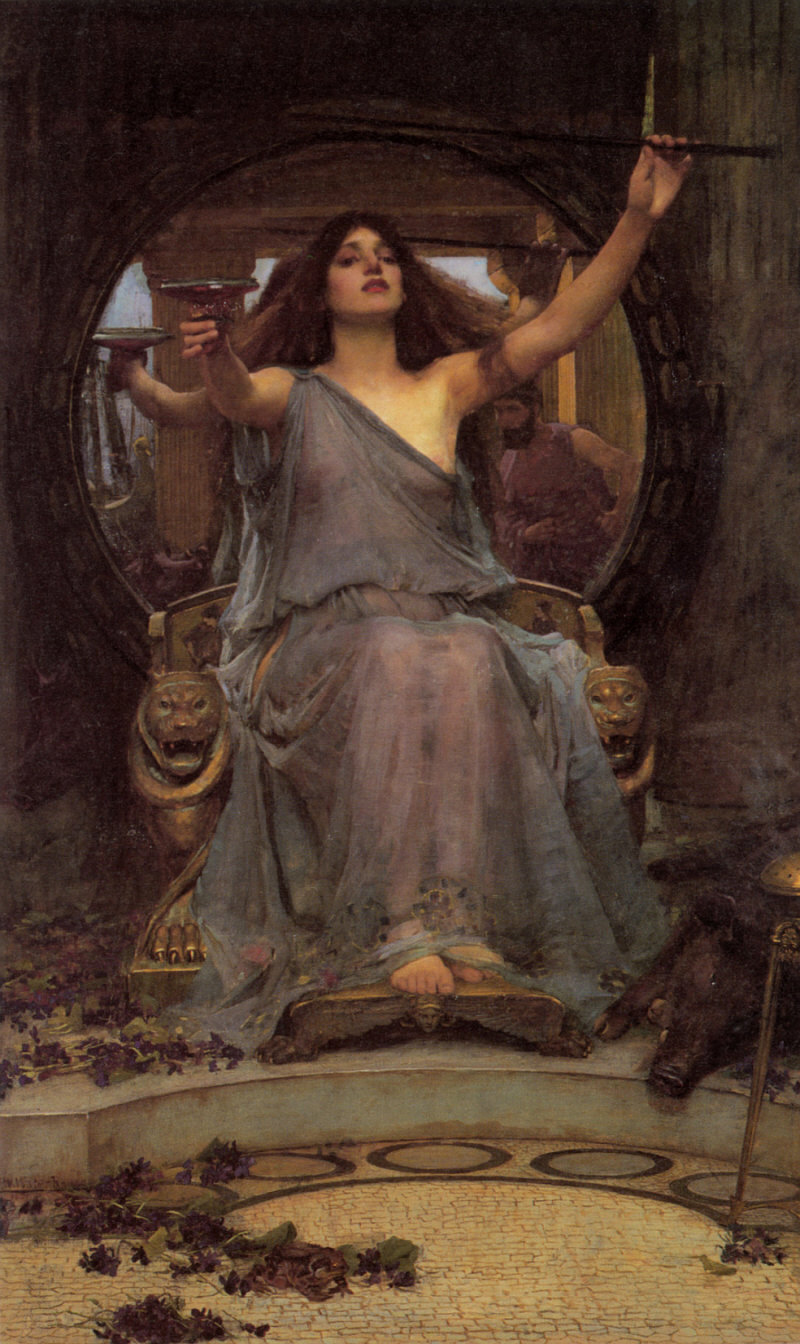
Circé offrant la coupe à Ulysse, peinture de John William Waterhouse de 1891. Elle représente une scène du chant de lOdyssée, la rencontre entre Circé et Ulysse à Ééa.

Dans l’Odyssée, Ulysse aborde à Ééa au chant X. Il y rencontre un cerf géant qu'il tue et rapporte au navire pour en nourrir ses matelots. Peu après, il les divise en deux groupes et, après un tirage au sort, le groupe mené par Euryloque s'enfonce dans l'intérieur de l'île pour l'explorer. Les membres de ce groupe découvrent bientôt le palais de Circé, qui les accueille et leur sert un repas ; mais la déesse a drogué leur boisson et peut ainsi les métamorphoser en porcs. Quelque temps après, Ulysse lui-même part seul à la recherche de ses éclaireurs disparus. Averti par le dieu Hermès du danger que représente Circé et doté par lui d'une plante protectrice, le moly, il parvient à circonvenir Circé et à la contraindre à faire reprendre leur apparence humaine à tous ses compagnons. Circé devient alors inoffensive et même bienveillante.
Ulysse et ses hommes restent quelque temps chez elle. Circé conseille à Ulysse d'aller consulter le devin Tirésias au nécromantéion. Lorsqu'Ulysse en revient, au chant XII, Circé lui donne de nouveaux conseils de route avant son départ, en lui indiquant comment ne pas succomber au charme des sirènes et comment ne pas tomber de Charybde en Scylla.
Lors du voyage retour des Argonautes, ceux-ci accostent à Ééa, où Circé purifie Jason et Médée (sa nièce) du meurtre d'Absyrte ; elle n'offre cependant son hospitalité qu'à Médée.

## Localisation

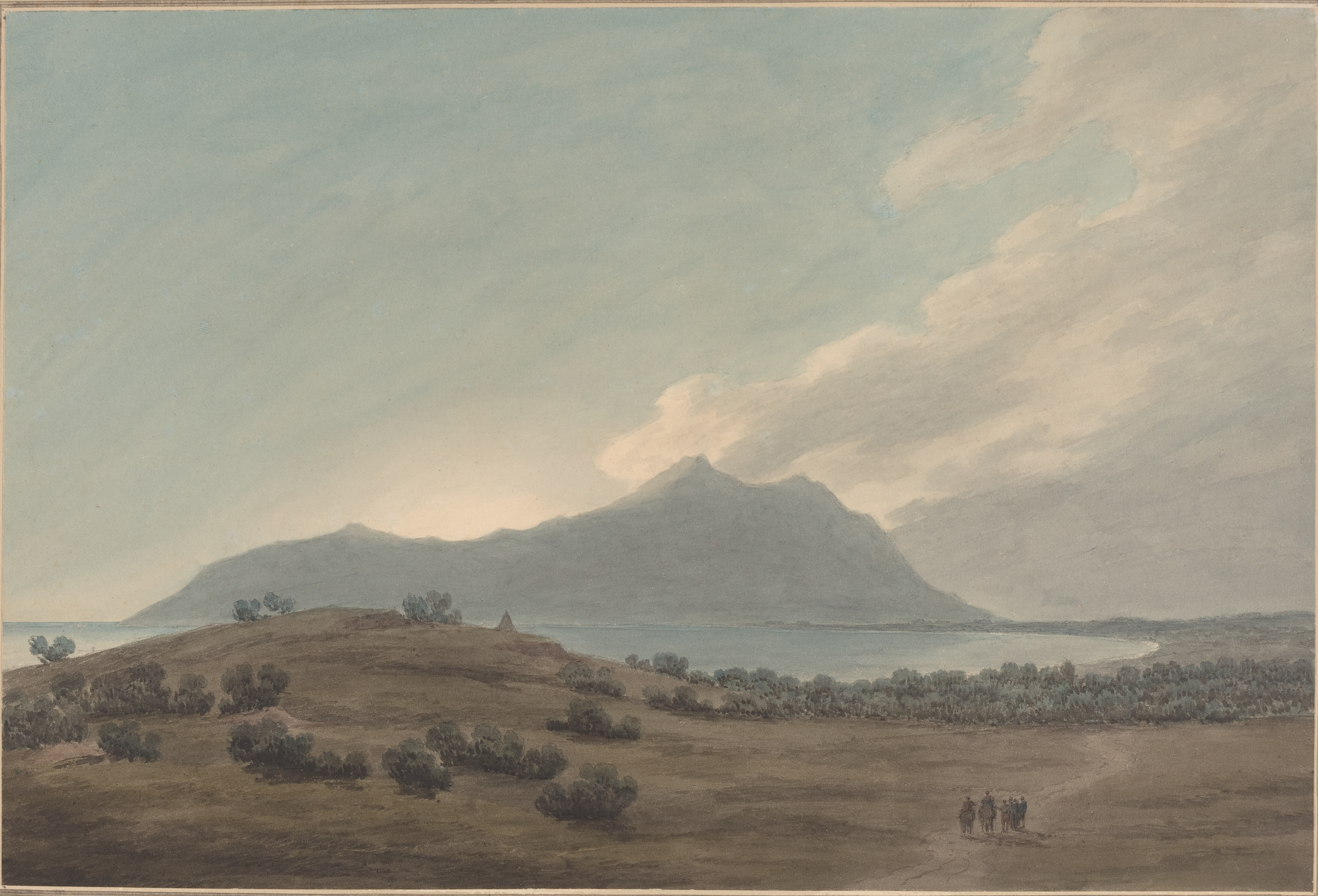
Monte Circeo at Sunset, dessin de John Robert Cozens, 1780, National Gallery of Art.

Plusieurs hypothèses ont tenté de faire coïncider les lieux mythologiques comme Ééa avec des localités réelles. Victor Bérard, dans sa reconstitution des navigations d'Ulysse dans l’Odyssée, identifie Ééa au Monte Circeo en Italie. Le navigateur Tim Severin l'identifie pour sa part à Paxos. Ioannis Kakridis la situe en Colchide, à l'embouchure du fleuve Phase, puisque Circé est sœur d'Éétès, roi de Colchide.
Ce nom a aussi pu désigner anciennement une île de la mer de Toscane, réunie depuis à la terre ferme, formant le Circeium promontorium. On y place aussi la résidence de Circé.
Une autre interprétation identifie l'île de Circé à Djerba : en résumé, mythologie et archéologie ne permettent pas de trancher la question.

## Postérité
Dans le roman Circé de Madeline Miller publié en 2019, Circé est exilée sur Ééa après avoir transformé Scylla en monstre : elle s'y entoure de fauves et apprend à maîtriser sa magie pour se défendre des marins qui accostent sur l'île et tentent de l'agresser.

### Sources antiques
- Homère, Odyssée [détail des éditions] [lire en ligne], X, 135 ; XII, 3.

#### Dictionnaires et encyclopédies
- Olivier Battistini, « Circé, île de », dans Olivier Battistini, Jean-Dominique Poli, Pierre Ronzeaud et Jean-Jacques Vincensini, Dictionnaire des lieux et pays mythiques, Paris, Robert Laffont, coll. « Bouquins », 2011, 1303 p. (ISBN 978-2-221-09542-3), p. 309-312.
- (de) Jakob Escher-Bürkli, « Aiaia 1 », dans Realencyclopädie der classischen Altertumswissenschaft, vol. I-1, Stuttgart, Metzler, 1893 (lire sur Wikisource), col. 920-921.

#### Études
- Roger Dion, « Où situer la demeure de Circé ? », Bulletin de l'Association Guillaume Budé : Lettres d'humanité, vol. XXX,‎ décembre 1971, p. 479-533 (lire en ligne, consulté le 4 juillet 2025).